# El Bayadh
El Bayadh   este un oraș  în  Algeria. Este reședința  provinciei  El Bayadh.